# Edsvalla Övre bruket
Edsvalla Övre bruket är en tätort i Karlstads kommun i Nors socken belägen strax norr om tätorten Edsvalla. 

## Befolkningsutveckling
| Befolkningsutvecklingen i Edsvalla 2015–2020                    | Befolkningsutvecklingen i Edsvalla 2015–2020 | Befolkningsutvecklingen i Edsvalla 2015–2020 | Befolkningsutvecklingen i Edsvalla 2015–2020 | Befolkningsutvecklingen i Edsvalla 2015–2020 |
| --------------------------------------------------------------- | -------------------------------------------- | -------------------------------------------- | -------------------------------------------- | -------------------------------------------- |
|                                                                 |                                              |                                              |                                              |                                              |
| År                                                              |                                              |                                              | Folkmängd                                    | Areal (ha)                                   |
| 2015                                                            | 2015                                         |                                              | 237                                          | 33                                           |
| 2020                                                            | 2020                                         |                                              | 245                                          | 32                                           |
| Anm.: Ny tätort 2015, var tidigare en del av tätorten Edsvalla. |                                              |                                              |                                              |                                              |